# フジテレビラボ
株式会社フジテレビラボは、フジテレビが2006年に合同会社として設立され、『ワッチミー!TV』の運営・企画・制作・配信・販売といった活動をしていたコンテンツ事業会社。2018年3月31日をもって『ワッチミー!TV』のサービスは終了となった。

## 事業所
東京都江東区青海一丁目1-20 ダイバーシティ東京オフィスタワー21階。

## 沿革
- 2006年
  - 5月17日、フジテレビラボLLC合同会社として設立。
  - 7月13日、『ワッチミー!TV』のベータサービス開始。
- 2016年10月28日、株式会社フジテレビラボに商号変更[3]。
- 2018年3月31日、『ワッチミー!TV』のサービス終了。
- 2020年12月18日、清算結了。